# Remote Desktop Protocol
Remote Desktop Protocol (RDP)  Protocolo de Escritorio Remoto  es un protocolo propietario desarrollado por Microsoft que permite la comunicación en la ejecución de una aplicación entre una terminal (mostrando la información procesada que recibe del servidor) y un servidor Windows (recibiendo la información dada por el usuario en el terminal mediante el ratón o el teclado).

## Funcionamiento
El modo de funcionamiento del protocolo es sencillo. La información gráfica que genera el servidor es convertida a un formato propio RDP y enviada a través de la red al terminal, que interpretará la información contenida en el paquete del protocolo para reconstruir la imagen a mostrar en la pantalla del terminal. En cuanto a la introducción de órdenes en el terminal por parte del usuario, las teclas que pulse el usuario en el teclado del terminal así como los movimientos y pulsaciones de ratón son redirigidos al servidor, permitiendo el protocolo un cifrado de los mismos por motivos de seguridad. El protocolo también permite que toda la información que intercambien cliente y servidor sea comprimida para un mejor rendimiento en las redes menos veloces.
Este servicio utiliza por defecto el puerto TCP 3389 en el servidor para recibir las peticiones. Una vez iniciada la sesión desde un punto remoto el ordenador servidor mostrará la pantalla de bienvenida de windows, no se verá lo que el usuario está realizando de forma remota.
Este servicio tiene distintos tipos de aplicaciones: se utiliza frecuentemente para el acceso remoto en la administración de equipos, pero también es cada vez más utilizado en la gestión de servicios de terminal o clientes ligeros (thin clients).

## Características
- Permite el uso de colores de 8, 16, 24 y 32 bits
- Cifrado de 128 bits utilizando el algoritmo criptográfico RC4. Los clientes más antiguos pueden utilizar cifrados más débiles.
- Permite seguridad a nivel de transporte Transport Layer Security.
- El redireccionamiento del audio permite al usuario ejecutar un programa de audio en una ventana remota y escuchar el sonido en el ordenador local.
- El redireccionamiento del sistema de ficheros permite a los usuarios utilizar sus ficheros locales en una ventana remota.
- Permite al usuario utilizar su impresora local al estar conectado al sistema remoto.
- El redireccionamiento de puertos permite utilizar los puertos serie y paralelo directamente.
- El portapapeles puede compartirse entre los ordenadores local y remoto.

A partir del 2006 en la versión RDP 6.0 se introdujeron las siguientes características.
- Programas remotos: Aplicaciones con ficheros del lado del cliente.
- Las aplicaciones (seamless windows) remotas pueden funcionar en una máquina cliente servida por una conexión remota.
- Permite utilizar un servidor IIS de manera que acepte conexiones en el puerto 443 para servidores de respaldo de Terminal Services mediante conexiones HTTPS, similar a como las llamadas remotas RPC sobre HTTP permiten a los clientes Outlook conectar a un servidor de copias Exchange 2003. Se necesita Windows Server 2008.
- Soporte remoto de Aero Glass Thema (o Composed Desktop), incluyendo tecnología de suavizado de fonts ClearType
- Soporte para aplicaciones Windows Presentation Foundation compatibles con clientes .Net Framework 3.0 y que sean capaces de tener efectos en la máquina local.
- Revisado para que el redireccionamiento de dispositivos sea más general, permitiendo una mayor variedad de dispositivos.
- Todos los servicios de terminal serán totalmente configurables y suscritos vía Windows Management Instrumentation.

- Soporte para Transport Layer Security (TLS) 1.0 en los lados cliente y servidor.
- Soporte de varios monitores. La sesión puede mostrarse en dos monitores.

## Incidencias
A lo largo de su historia la RDP ha presentado una serie de incidencias, de las cuales las más importantes han sido las siguientes:
- En mayo de 2019 se descubrió una seria vulnerabilidad, la cual quedó identificada como CVE-2019-0708.[3] Esto obligó a la casa de software a emitir un parche urgente, incluso para sistemas operativos fenecidos.[3] Las versiones afectadas incluyen: Windows 2003, Windows XP, Windows 7, Windows Server 2008 y Windows Server 2008 R2.[3]